# Adriano di Canterbury
Adriano di Canterbury (... – 9 gennaio 710) è stato un abate e santo berbero, abate dell'Abbazia di Sant'Agostino a Canterbury.

## Biografia
Abate di Nisida, venne designato dal papa Vitaliano arcivescovo di Canterbury, ma declinò l'incarico in favore dell'amico Teodoro di Tarso, che nel 668 seguì in Inghilterra.
Portato per le scienze sacre e profane, cooperò con Teodoro all'istituzione di molte scuole, e speciale impulso dette a quella a lui affidata di Canterbury, che fu principale centro di cultura greco-latina e di canto corale romano nell'isola.
Fu il maestro di Sant'Aldelmo, che lo definì nei suoi scritti «... venerando maestro della mia rude infanzia ...», e di Albino, che fu il suo successore come abate dell'abbazia di Sant'Agostino.
La sua memoria liturgica ricorre il 9 gennaio.